# 第405飛行隊 (航空自衛隊)
第405飛行隊（だい405ひこうたい、JASDF 405th Air Refueling Squadron）は、航空自衛隊航空支援集団第3輸送航空隊隷下の空中給油機部隊である。美保基地に所属し、空中給油機にKC-46Aを運用する。

## 概要
第405飛行隊は、航空自衛隊2番目の空中給油飛行隊として、2020年（令和2年）12月15日に美保基地第3輸送航空隊隷下で新編された。
部隊マークは鳥取県の霊峰大山に棲むとされる烏天狗をモチーフとしている。

## 沿革
- 2020年（令和2年）12月15日 - 美保基地において第405飛行隊編成完結式[1]。
- 2021年（令和3年） 10月19日 - KC-46A　初号機を配備[1]。
- 2022年（令和4年） 2月24日 - KC-46A　2号機を配備。
- 2023年（令和5年） - KC-46A 3号機、4号機配備予定[1]。
- 2024年（令和6年） - KC-46A 5号機、6号機配備予定[1]。

## 歴代運用機
- KC-46A（2021年 - ）